# Мідун
Мідун (араб. ميدون) — місто в Тунісі на північному сході острова Джерба. Входить до складу вілаєту Меденін. Станом на 2004 рік тут проживало 50 459 осіб.